# Општина Опришор (Мехединци)
Опришор (рум. Oprişor) општина је у Румунији у округу Мехединци.
Oпштина се налази на надморској висини од 222 m.